# Comodoro (Mato Grosso)
Comodoro é um município brasileiro no estado de Mato Grosso, microrregião de Parecis.

## História
Era habitada primitivamente pelo povo indígena Nambikwára e Enawenê-nawê, que permanece na região em reservas especialmente delimitadas por Lei Federal. A primeira movimentação da civilização não índia na região ocorreu no século XVIII, pelo Leonardo de Oliveira com a fundação da Vila Bela da Santíssima Trindade. No entanto, considera-se como o primeiro contato oficial o que ocorreu com o Rondon, durante a construção da Linha Telegráfica, resultando na inauguração da Linha Telegráfica de Nambiquaras, em 12 de outubro de 1911.
No final da década de 1940 e início de 1950, a atividade de extração de borracha localizadas nas matas dos rios Piolho, Cabixi, Sabão e Galera, no Vale do Guaporé foi expressiva, destacando o papel do seringalista Antônio Cezário Miguel Áskar, mais conhecido por Canguru. Esta exploração contribuiu para a invasão da área de habitada pelos Ena-wene-nawê. Esta região vem sendo submetida desde o início da década de 60 a um acelerado processo de ocupação, fruto da expansão das fronteiras agrícolas para a Amazônia Ocidental. A estrada federal BR-364, que estende de Cuiabá (Mato Grosso) até a fronteira com o Peru, passando por Porto Velho (Rondônia) e Rio Branco (Acre) é considerado como eixo principal de ocupação.
Tratando-se de um ambiente geomórfico apropriado para o desenvolvimento de uma agricultura ostensiva e mecanizada, as terras da Chapada dos Parecis, especialmente Comodoro, foi aceleradamente ocupada por grandes propriedades agrícolas dedicadas principalmente à cultura de grãos como soja e arroz. Já as culturas de feijão, café, etc. são explorados pela agricultura familiar, localizadas em terrenos mais acidentados.
Comodoro deve sua formação como município resultante do movimento dos governos federal e estadual, que propiciaram o estabelecimento da fronteira agrícola de Mato Grosso. Somado a este movimento, pela região localiza-se como passagem de Cuiabá e Região Sul, Sudeste e Centro-Oeste para Vilhena e Porto Velho e vice-versa. O lugar foi se firmando como povoação, que inicialmente levou o nome de "Nova Alvorada".
Nova Alvorada foi o primeiro nome que antecedeu ao de Comodoro. O vilarejo ganhou foro de distrito de Vila Bela da Santíssima Trindade através da Lei nº 3.868, de 6 de junho de 1977. Dois anos mais tarde outro povoado ganha destaque naquela região, Novo Oeste, que tomou para si a prerrogativa de distrito, fazendo com que Nova Alvorada retornasse a condição de povoado (Lei nº 4.091). Teve incremento a partir de 1983, graças a incentivos fiscais, empréstimos e programas do Governo Federal que propiciaram o estabelecimento da região como uma das fronteiras agrícola de Mato Grosso. Com o crescimento permitiu-se a afirmação política de Comodoro, tendo absorvido a sede distrital de Novo Oeste, através da Lei nº. 4.636, de 22 de março de 1985. A Lei nº. 5.000, de 13 de maio de 1986, de autoria do deputado Francisco Monteiro e sancionada pelo governo Júlio Campos criou o Município de Comodoro, desmembrado do município de Vila Bela da Santíssima Trindade.
O projeto de colonização de Comodoro surgiu também em 1983, idealizado por José Carlos Piovezan e sua família, o qual era dono de extensas áreas na região. A família Piovezan juntamente com Luiz Grandi desenvolveu o projeto. Previu-se o assentamento de 17.000 colonos que vieram especialmente da região sul do país.

## Geografia
Fundada em 1986 a uma altitude de 600 m, é centro de um município de grandes dimensões, mas muito pouco povoado. O município confina a norte com Juína, a leste com Sapezal e com Campos de Júlio, a sul com Nova Lacerda e com Vila Bela da Santíssima Trindade, a sudoeste com a Bolívia e a oeste com o estado de Rondônia.
Possui numa área total de 21.518,254 km² e sua população, conforme estimativas do IBGE de 2020, era de 21 008 habitantes.

### População
- 1991 - 9.278 habitantes
- 1996 - 13.669 habitantes
- 2000 - 15.046 habitantes
- 2007 - 17.939 habitantes
- 2010 - 18.178 habitantes

#### População segundo domicílios (dados 2010)
- Urbana: 12.582
- Rural: 5.596

#### População segundo sexo (dados 2010)
- Homens: 9.376
- Mulheres: 8.802[8]

## Religião
Religião no Município de Comodoro segundo o censo de 2010.
| Religião       | %    |
| -------------- | ---- |
| Catolicismo    | 55,5 |
| Protestantismo | 25,9 |
| Outras         | 7,8  |
| Sem religião   | 10,8 |

## Relevo
O relevo trata-se de uma unidade relativamente elevada, com altitudes variando entre 300 e 800 m que, em função da diversidade litológica e altimétrica, foi subdividida em duas unidades morfoesculturais: a Chapada dos Parecis e o Planalto Dissecado dos Parecis. Localizada na porção oeste do Mato Grosso, a unidade topograficamente mais elevada, atingindo altitudes até 800 m. A Chapada dos Parecis  caracteriza-se como um extenso compartimento elaborado em litologias areníticas do  Grupo Parecis, com acamamento plano-paralelo.
A morfologia caracteriza-se pela homogeneidade das formas tabulares amplas, com fraca incisão da drenagem. Recobrindo parcialmente os arenitos, tem-se uma camada de sedimentos detríticos-lateríticos  argilosos, correlacionados às Coberturas Terciário-Quaternárias Neogênicas. O Planalto Dissecado dos Parecis constitui uma das unidades geomorfológicas de grande expressão na parte centro norte do Mato Grosso. É um bloco relativamente homogêneo do ponto de vista altimétrico, com altitudes que variam de 400 a 350 m de leste para oeste. Este Planalto encontra-se topograficamente rebaixado em relação à superfície da Chapada dos Parecis e caracteriza-se pela homogeneidade das formas de relevo, predominantemente tabulares.

## Clima
O clima desta localidade por temperaturas e chuvas moderadas, com alta incidência de radiação solar. O tipo climático predominante é o clima tropical com estação seca, que é caracterizado pela variação em função da grande extensão territorial e do controle modificador, exercido pela forma e orientação do relevo.
Os ciclos estacionais, quase regulares, com seis a sete meses de predomínio da estação chuvosa (entre meados de setembro até o mês de abril) e quatro a cinco meses com estação seca (entre mês de maio até meados de setembro), permitem um planejamento razoavelmente confiável no desenvolvimento e desempenho da atividade agropecuária. A temperatura média anual de 26 °C, registradas a maior máxima 36 °C e menor mínima de 5 °C.
O aspecto de importância a ser ressaltado é a existência de um conjunto substancial de terras elevadas (chapadas e planaltos com altitudes entre 400 a 800 metros), significando diferentes níveis de alteração térmica, possibilitando reagrupar conjuntos e realidades climáticas distintas. A atenuação térmica conduz implicitamente a um aumento da disponibilidade hídrica, diminuindo o rigor das altas perdas de água superficial. Além deste aspecto, a orientação, a forma a altitude agem dinamicamente nos fluxos de vento, aumentando os valores da precipitação pluviométrica.

## Hidrografia

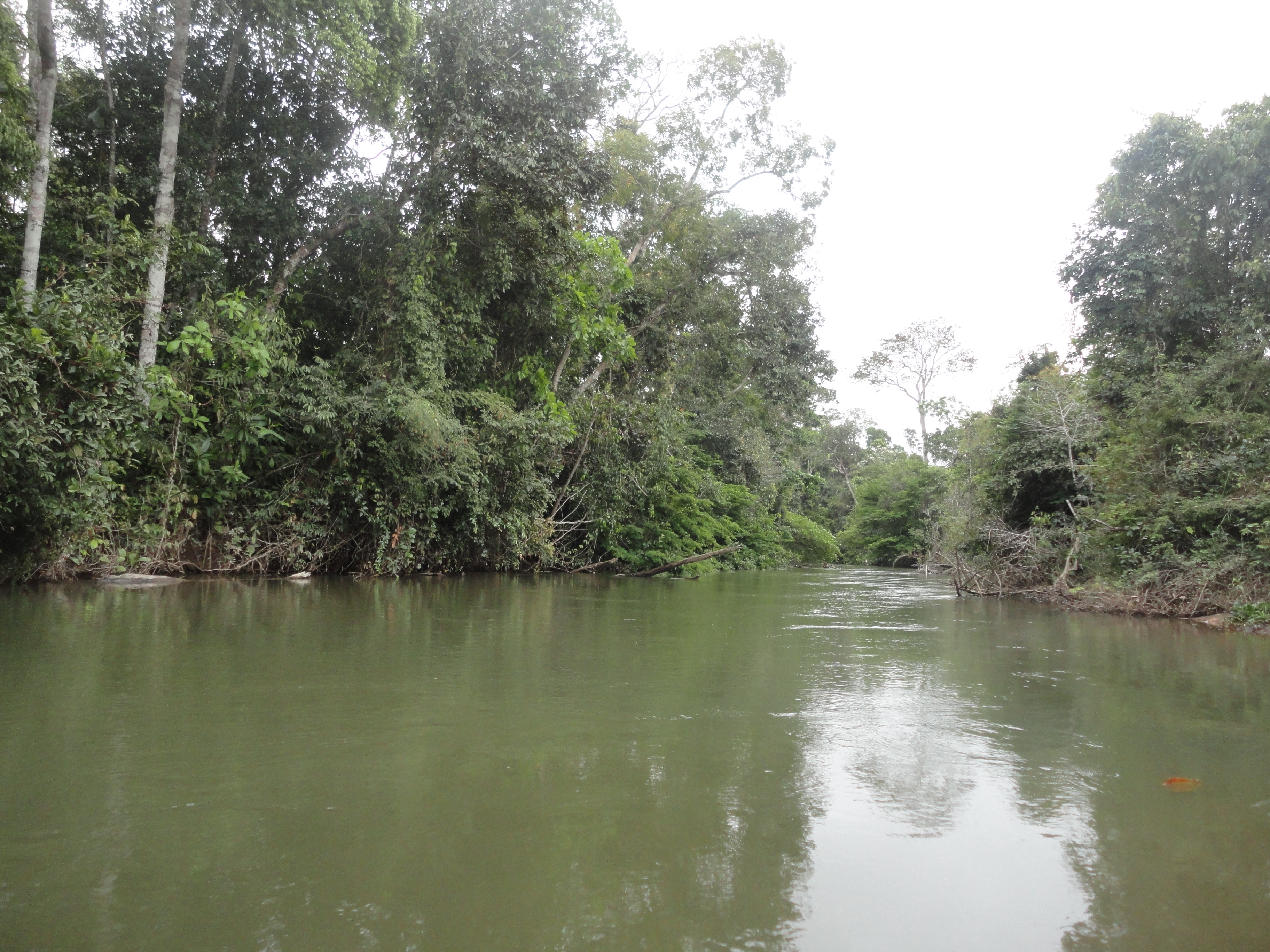
Rio Margarida próximo ao distrito de Nova Alvorada, o principal afluente do rio Guaporé que nasce neste município

Quanto à hidrografia, o município localiza-se em duas sub-bacias:

### Sub-bacia do Guaporé
É formada pelo rio Guaporé e seus afluentes, como Sararé, Capivari e Vermelho. Compreende uma região com grandes extensões de “várzeas” inundadas nos períodos de cheia. Essas áreas são propícias à formação de lagoas marginais, onde se reproduzem muitas espécies de peixes. Apresenta outros trechos com corredeiras que podem ser utilizadas na produção de energia.

### Sub-bacia do Juruena
Neste município, é formada pelos afluentes do Rio Juruena, como rio Juína, Camararé e Mutum.

## Sistema viário
As principais estradas em Comodoro são:
- BR-174 que liga Comodoro a Nova Lacerda - MT / Vilhena – RO;
- BR-364 que liga a Campos de Júlio - MT;
- MT-235 e MT-478 dão acesso às comunidades rurais no interior do município.

Destaca-se a rodovia federal BR-364 que corta o centro da cidade de Comodoro e por ela transitam diariamente milhares de pessoas com destino para os estados do Acre, Rondônia e para os países do Peru, Venezuela e Colômbia (Sentido Norte). No sentido sul dá acesso para todos os estados do centro oeste e outros. Em relação as estradas vicinais, estima-se a existência de aproximadamente 1 500 km de estradas, maioria sem asfaltamento.
De acordo com o INDEA/MT-CCDA dados de fevereiro e maio de 2007 existem 10 bacias sanitárias de saúde animal oficialmente instaladas com o devido controle sanitário para febre aftosa. No município de Comodoro há o registro de 2 porteiras de propriedades na faixa de 15 km da linha institucional. Estas linhas são consideradas como propriedades da linha de fronteira e apresentam trilhas de acesso à linha internacional.

## Ocupação
Destaca-se que cerca de 62 % da área de Comodoro faz parte de áreas protegidas na forma de Terra Indígenas (TI). Predominam as aldeias da etnia Nambikwara. As reservas têm seus limites que seguem a BR-364 entre as sedes dos municípios de Comodoro no Mato Grosso e Vilhena em Rondônia, prosseguindo daí para Juína pela rodovia MT- 319. Os limites a Leste são definidos pelo rio Juína e, posteriormente, pelo rio Juruena. A área se situa ao longo do eixo central da Chapada dos Parecis, divisor de águas do rio Juruena com o rio Guaporé. As reservas indígenas  sofrem pressões no entorno frente à dinâmica de ocupação.
Em nível geral,  as reservas indígenas vêm sofrendo sistematicamente diferentes tipos de assédio por parte do entorno agrícola, cujos vetores dessa pressão, e mesmo da invasão, são as estradas vicinais na medida em que são decididas em nível de município, onde a influência de proprietários ou de exploradores é sempre forte. Cada reserva tem diferentes atributos quanto à distribuição espacial dos padrões de uso da terra. Dessa maneira, torna-se mais adequado tratar também as reservas separadamente, como segue.

### Reserva Indígena Ena-wene-nawê
Foi criada nos anos 70 em função dos primeiros contatos que aconteceram também neste período. Como tratado, os limites da Reserva Ena-wene-nawê são controlados em parte pela importante rodovia estadual (MT-319), que liga Vilhena a Juína, e abastecida pelos recursos hídricos do Rio Juruena, que percorre ao mesmo tempo limites de  reserva e de domínio agrícola.
A partir da construção da estrada MT-319 e das suas vicinais, já em 1984 os limites da reserva estavam sendo invadidos. Área de intenso conflito por terras, o padrão de ocupação das áreas invadidas são típicos de atividade agropecuária a base de pequenas propriedades. A região está instalada em planalto dissecado com relevo muito ondulado, o que provoca o aparecimento de minifúndios com diferentes tipos de ocupação agrícola e com forte componente exploradora. Os padrões de exploração aparecem como extração de madeira. Na parte sudeste da reserva, entre os rios Juruena e Papagaio, existe proximidade com áreas ostensivamente agrícolas (soja) desenvolvidas principalmente no município de Sapezal.
No caso dessa reserva as áreas de soja encontram-se a montante e estabelece quadro geomórfico favorável para a disseminação dos resíduos nos mananciais hídricos da reserva. Análises das águas deveriam ser feitas para se conhecer melhor a situação dos mananciais da reserva.

### Reserva Indígena Nambikwara
Com nativos contatados no início do século XX, não apresentou áreas modificadas por invasões como aquelas detectadas na Reserva Enawene-Nawê apesar de sofrer com o avanço das fronteiras agrícolas. Como tratado na reserva Enawene-Nawê, a questão dos recursos hídricos também merece atenção, embora apenas e estritamente o Juruena percorra ao mesmo tempo limites de reserva e de domínio agrícola. Os demais rios que percorrem a reserva não têm conexões diretas com áreas agrícolas.
Considerando a população indígena total, habitavam no município, em 2006, 1905 índios com pequeno predomínio de sexo masculino exceto na faixa etária de 15 a 49 anos.

## Economia
Com o declínio do ciclo da madeira, o agronegócio ganha importância crescente na economia do município, ocupando uma área total de aproximadamente 300 mil hectares com lavouras e pastagens.
|                                                                                 |        |
| \| Serviços \| 59,5 % \| \| Agropecuária \| 30,4 % \| \| Indústria \| 10,1 % \| |        |
| Serviços                                                                        | 59,5 % |
| Agropecuária                                                                    | 30,4 % |
| Indústria                                                                       | 10,1 % |

### Agricultura
A produção de soja, principal produto agrícola cultivado no município ocupa uma área em torno de 40 mil hectares (2007), com uma produtividade média de três mil quilos por hectare, a cultura tem excelentes perspectivas de desenvolvimento para os próximos anos contando com a integração lavoura-pecuária e abertura de novas área de plantio. As Plantações e arroz, milho, feijão e café ocupam outros 10 mil hectares.

### Pecuária
Comodoro tem um rebanho bovino de corte estimado em 305 mil cabeças, e aproximadamente 20 mil vacas em lactação produzindo cerca de seis milhões de litros de leite/ano, ocupando uma área em torno de 250 mil hectares com pastagens.

### Estrutura fundiária
Da área de 21.743 km², 13.480 km² formam as reservas Indígenas Nhambiquara, Vale do Guaporé e Enáwené-Nawê, totalizando 62% do território municipal. São 9.348,65 km² disponíveis para exploração econômica: 614,50 km² de agricultura, 2.500 km² de pastagens, e 815 km² ocupados por 1.300 assentados em sete projetos do Instituto Nacional de Colonização e Reforma Agrária (INCRA).

### Indústria, comércio e serviços
O setor de indústria, comércio e serviços é responsável pela maioria dos empregos gerados no município. São 141 estabelecimentos comerciais; 111 empresas de serviços; 03 agências bancárias e 37 pequenas e médias indústrias.

### Turismo
O crescimento do turismo na cidade de Comodoro está articulado com eventos relacionados à agropecuária, e cultura, tais como: feira agropecuária e festa do peão, festivais de pesca, festival da canção e carnaval de rua. 

## IDH
O Índice de Desenvolvimento Humano Municipal (IDHM) de Comodoro é 0,689, em 2010. O município está situado na faixa de Desenvolvimento Humano Médio (IDHM entre 0,6 e 0,699). Entre 2000 e 2010, a dimensão que mais cresceu em termos absolutos foi educação (com crescimento de 0,271), seguida por longevidade e por renda. Entre 1991 e 2000, a dimensão que mais cresceu em termos absolutos foi educação (com crescimento de 0,144), seguida por renda e por Longevidade.

### Evolução
Entre 2000 e 2010, o IDHM passou de 0,521 em 2000 para 0,689 em 2010, uma taxa de crescimento de 32,25%. O hiato de desenvolvimento humano, ou seja, a distância entre o IDHM do município e o limite máximo do índice, que é 1, foi reduzido em 35,07% entre 2000 e 2010.
Entre 1991 e 2000, o IDHM passou de 0,389 em 1991 para 0,521 em 2000, uma taxa de crescimento de 33,93%. O hiato de desenvolvimento humano, ou seja, a distância entre o IDHM do município e o limite máximo do índice, que é 1, foi reduzido em 21,60% entre 1991 e 2000.
Entre 1991 e 2010, Comodoro teve um incremento no seu IDHM de 77,12% nas últimas duas décadas, acima da média de crescimento nacional (47,46%) e acima da média de crescimento estadual (61,47%). O hiato de desenvolvimento humano, ou seja, a distância entre o IDHM do município e o limite máximo do índice, que é 1, foi reduzido em 49,10% entre 1991 e 2010.

### Ranking
Comodoro ocupa a 2199ª posição, em 2010, em relação aos 5.565 municípios do Brasil, sendo que 2198 (39,50%) municípios estão em situação melhor e 3.367 (60,50%) municípios estão em situação igual ou pior. Em relação aos 141 outros municípios de Mato Grosso, Comodoro ocupa a 65ª posição, sendo que 64 (45,39%) municípios estão em situação melhor e 77 (54,61%) municípios estão em situação pior ou igual.

## Últimos prefeitos eleitos
| Ano  | Prefeito            | Partido | Votos | %     | Ref    |
| ---- | ------------------- | ------- | ----- | ----- | ------ |
| 2004 | Aldir Moraes        | PPS     | 4.995 | 54,36 | [ 12 ] |
| 2008 | Marcelo Beduschi    | PT      | 5.394 | 54,90 | [ 13 ] |
| 2012 | Marlise             | PR      | 4.832 | 48,40 | [ 14 ] |
| 2016 | Jeferson Cadeirante | DEM     | 5.487 | 54,49 | [ 15 ] |
| 2020 | Rogério Vilela      | PODE    | 5.795 | 58,20 | [ 16 ] |